# Woolverstone
Woolverstone – wieś w Anglii, w hrabstwie Suffolk, w dystrykcie Babergh. Leży 7 km na południe od miasta Ipswich i 106 km na północny wschód od Londynu. Miejscowość liczy 240 mieszkańców.